# Guillaume IV de Garlande
Guillaume IV de Garlande, né vers 1125 et mort entre 1191 et 1205, est seigneur de Livry dans la deuxième moitié du XIIe siècle. Il est le fils de Guillaume III de Garlande et de son épouse Agnès.

## Biographie
Vers 1154, à la mort de son père Guillaume III de Garlande, il hérite de la seigneurie de Livry.
En 1188, lui ou un de ses fils repousse à Mantes une attaque des Anglais menés par Henri II Plantagenêt et Richard Cœur de Lion, après que ceux-ci aient ravagé le Mantois.
Vers 1197, il donne des terres pour la fondation de l'abbaye Notre-Dame de Livry en mémoire de son fils Thibaut tué au service du roi.
Il meurt entre 1191 et 1205 et est inhumé au prieuré Notre-Dame de La Charité-sur-Loire. Son fils aîné Guillaume V de Garlande lui succède alors à la tête de la seigneurie de Livry.

## Mariage et enfants
Avant 1160, il épouse Idoine de Gisors, fille d'Hugues II de Gisors et de son épouse Mathilde, avec qui il a au moins six enfants, :
- Guillaume V de Garlande, qui succède à son père ;
- Anseau de Garlande, mort jeune, probablement sans postérité ;
- Robert de Garlande, mort après 1196, probablement sans postérité ;
- Thibaut de Garlande, mort après 1196 au service de roi, probablement sans postérité ;
- Mathilde de Garlande, qui épouse Hugues de Gallardon, seigneur de Gallardon, fils d'Hervé II de Gallardon, mais n'a pas de postérité avec lui. Veuve, elle épouse en secondes noces Mathieu de Montmorency, seigneur de Marly, fils cadet de Mathieu Ier, seigneur de Montmorency, d'où postérité ;
- Ne de Garlande, qui épouse un seigneur de Pomponne.